# Суперліга регбі
Суперліга регбі — найвища ланка національної першості з регбі в Україні. Ліга утворена у 2005 році та об'єднує шість професійних та напівпрофесійних клубів з України та Молдови.
З 2009 року змагання проходять під егідою Професіональної регбійної ліги.
Протягом останніх сезонів незмінним лідером ліги є харківський РК «Олімп».

## Змагання

### Формат
Сезон у Суперлізі проходить у два етапи — весняний і осінній, під час яких команди змагаються одна з одною в два кола — удома та на виїзді. Нарахування турнірних очок відбувається за такою методикою:
- 4 очки за перемогу
- 2 очки за нічию
- 1 бонусне очко якщо команда спромоглася на 4 або більше спроби у грі
- 1 бонусне очко якщо команда поступилася з різницею в 7 або менше ігрових очок

У першому, весняному, колі всі команди змагаються одна з одною вдома й на виїзді. В другому колі найкращі 4 команди, зі збереженням очок, здобутих у зустрічах між собою, у два кола вирішують долю медалей першості.

### Підвищення та пониження в класі
Дві останніх команди, за підсумками першого кола, розігрують серію плей-оф до трьох перемог.
За умови наявності фінансових можливостей, один із найкращих клубів Вищої ліги замінює переможену в цій серії команду.

## Учасники 2010
| Клуб                  | Стадіон                    | Місткість | Місто                | Сайт                                                               |
| --------------------- | -------------------------- | --------- | -------------------- | ------------------------------------------------------------------ |
| «Олімп»               | «Динамо»                   | 9,000     | Україна Харків       | https://web.archive.org/web/20111023000910/http://rc-olimp.com.ua/ |
| «Кредо-63»            | «Спартак» (Одеса)          | 4,800     | Україна Одеса        | https://web.archive.org/web/20110207145643/http://rugbyodessa.com/ |
| «Авіатор»             | «Спартак»                  | 5,000     | Україна Київ         |                                                                    |
| «Сокіл»               | «Юність»                   | 5,000     | Україна Львів        |                                                                    |
| «Динамо-Центр»        | «Республіканський стадіон» |           | Молдова Тирасполь    |                                                                    |
| «Оболонь-Університет» | «Локомотив»                | 500       | Україна Хмельницький |                                                                    |

## Колишні учасники
- Україна «Авіатор»
- Україна «Політехнік»
- Україна «Арго»
- Україна «Локомотив»
- Україна «УІПА»
- Молдова «ТУМ»
- Молдова «Олімп-Електромаш»

## Призери Суперліги[1]
| Рік     | Золото                  | Срібло                   | Бронза                               |
| ------- | ----------------------- | ------------------------ | ------------------------------------ |
| 2005    | «Легіон-Олімп» (Харків) | «Арго-НАУ» (Київ)        | «Авіатор» (Київ)                     |
| 2006    | «Олімп» (Харків)        | «Авіатор» (Київ)         | «Арго-НАУ» (Київ)                    |
| 2007    | «Кредо-63» (Одеса)      | «Олімп» (Харків)         | «Авіатор» (Київ)                     |
| 2007/08 | «Олімп» (Харків)        | «Кредо-63» (Одеса)       | «Авіатор» (Київ)                     |
| 2008/09 | «Олімп» (Харків)        | «Кредо-63» (Одеса)       | «Сокіл» (Львів)                      |
| 2010    | «Олімп» (Харків)        | «Кредо-63» (Одеса)       | «Авіатор» (Київ)                     |
| 2011    | «Олімп» (Харків)        | «Кредо-63» (Одеса)       | «Сокіл» (Львів)                      |
| 2012    | «Олімп» (Харків)        | «Кредо-63» (Одеса)       | «Сокіл» (Львів)                      |
| 2013    | «Олімп» (Харків)        | «Кредо-63» (Одеса)       | «Оболонь-Університет» (Хмельницький) |
| 2014    | «Олімп» (Харків)        | «Кредо-63» (Одеса)       | «Сокіл» (Львів)                      |
| 2015    | «Олімп» (Харків)        | «Кредо-63» (Одеса)       | «Поділля» Хмельницький               |
| 2016    | «Олімп» (Харків)        | «Кредо-63» (Одеса)       | «Поділля» (Хмельницький)             |
| 2017    | «Олімп» (Харків)        | «Поділля» (Хмельницький) | «Антарес» (Київ)                     |
| 2018    | «Олімп» (Харків)        | «Поділля» (Хмельницький) | «Сокіл» (Львів)                      |
| 2019    | «Олімп» (Харків)        | «Кредо-63» (Одеса)       | «Поділля» (Хмельницький)             |